# Ignasi Roca i Verntallat
Ignasi Roca i Verntallat, àlies Mel (1742? – 1808) fou un músic d'Olot, fill de Francesc Roca.
El 1759 feu de testimoni en l’acte notarial de la contractació del nou organista de l'església parroquial de Sant Esteve, figurant-hi com a “estudiant de música”. Es casà amb Maria Anna Martí, filla del courer Esteve Martí. El 1786 se li va satisfer la feina feta per ell i la seva cobla de quatre músics en les funcions de Setmana Santa, i també consten diversos pagaments fets a favor de “la cobla de músichs de Ignasi Roca i Mel” per haver tocar en actes religiosos entre 1802 i 1804 fins a 1807. Traspassà el 1808 a l'edat de 66 anys.